# اوکاش کارووفسکی
اوکاش کارووفسکی (لهستانی: Łukasz Karwowski؛ زادهٔ ۳۰ دسامبر ۱۹۶۵) یک کارگردان فیلم اهل لهستان است.
او دانش‌آموختهٔ مدرسه ملی فیلم ووچ است.
از فیلم‌ها یا مجموعه‌های تلویزیونی که وی در آن‌ها نقش داشته‌است می‌توان به عشق باردار اشاره نمود.